# 가이우스 율리우스 알렉산데르 베레니키아누스
가이우스 율리우스 알렉산데르 베레니키아누스(그리스어:  Γαίος Ιούλιος Αλέξανδρος Βερενικιανός, 75년경 – 150년경)는 킬리키아의 왕족이자 가이우스 율리우스 알렉산데르와 케티스의 율리아 이오타파 사이에서 태어난 차남이다. 그의 형은 가이우스 율리우스 아그리파이고 여동생은 율리아 이오타파이다.
베레니키아누스에 관한 현존하는 비문들은 그의 가문이 아시아, 비유대계, 유대계 귀족 계층의 저명한 인사들과 친척 관계임을 밝힌다. 베레니키아누스는 유대인, 나바테아인, 에돔인, 그리스인, 아르메니아인, 메디아인, 페르시아인 혈통을 지녔다. 그의 조부모는 아르메니아의 티그라네스 6세와 그의 아내 옵갈리였다. 티그라네스를 통해서 카파도키아의 아르켈라오스뿐만 아니라 유대의 왕 헤로데 대왕과 그의 아내 마리암네의 후손이기도 했다. 아그리파는 그의 가족 및 친가쪽 친척들과 함께 헤로데 왕조 왕조로 알려진 마지막 후손들이었다. 그는 유대교의 배교자였으며, 베레니키아누스가 유대 정치계에 영향을 행사하려 했을 것 같지는 않다. 그의 이름에서 그의 가문과 헤로데 가문의 연결성이 완전하게 없어지지는 않은 것을 보여준다. 그의 외조부모에는 콤마게네의 안티오코스 4세와 그의 왕비 율리아 이오타파가 있었다.
케티스 (Ketis) 왕국은 킬리키아에 있는, 로마 제국 내 소규모 종속국으로, 이전에는 그의 카파도키아 왕가의 선조들 및 안티오코스 4세가 다스렸다. 대표적으로 엘라이우사 세바스테가 이 왕국의 일부였다. 베레니케야누스의 부모가 서기 58년 로마에서 결혼할 때, 네로 황제는 이들 부부를 케티스 왕국의 군주로 즉위시켜주고 그 지역을 다스리게 끔하였다. 베레니키아누스는 케티스에서 태어나고 자랐으며, 교육받았다.
94년에 배레니키아누스는 그의 형 아그리파와 함께 원로원에 입성했다. 남아있는 명각들은 그의 경력에 대해 전하고 있다. 그는 116년에 보좌 집정관직을 맡았다. 132년와 133년 사이에는 아시아 속주의 프로콘술이었고, 이 기간에 그는 예술인들의 후원자였던 것으로 보인다. (BCH 1, 1877, 291, no. 80)
그는 카시아 레피다 [80년경 출생), 카시우스 레피두스 (카시우스 롱기누스와 유니아 레피다의 아들)의 딸]과 혼인했다. 아버지와 조모를 통해서, 카시아는 아우구스투스 황제의 직계 후손이었다. 베레니키아누스와 카시아는 가이우스 아비디우스 헬리오도루스 (서기 100년경 출생)와 혼인한 율리아 카시아 알렉산드라 (서기 105년경 출생)라는 딸을 두었다. 헬리오도루스는 하드리아누스 황제 시기 ‘아브 에피스툴리스’였고 서기 138년과 140년 사이 이집트 총독이었다. 헬리오도루스와 알렉산드라는 황위 주장자 아비디우스 카시우스를 포함한 자녀들을 두었다. 베레니키아누스의 후손으로 보이는 이들에는 3세기의 황위 주장자 요타피아누스가 있다.

## 참고 문헌
- acsearch.info ancient coin search engine: Kings of Armenia
- Schwartz, Seth (1990). 《Josephus and Judaean politics》. Columbia studies in the classical tradition. Leiden, New York: Brill. 137쪽. ISBN 90-04-09230-7. OCLC 21595783.
- Grainger, John D. (2003). 《Nerva and the Roman succession Crisis AD 96-99》. London, New York: Routledge. xvi쪽. ISBN 0-415-28917-3. OCLC 52012210.
- Burrell, Barbara (2004). 《Neokoroi: Greek Cities and Roman Emperors》. Cincinnati classical studies, new ser. 9. Leiden, Boston: Brill. ISBN 90-04-12578-7. OCLC 53013513.
- Meckler, Michael L.; Christian Körner (1999년 6월 7일). “De Imperatoribus Romanis: An Online Encyclopedia of Roman Emperors”. 2008년 8월 17일에 확인함.

| 공직                                                         | 공직                                                              | 공직                                                                         |
| ------------------------------------------------------------ | ----------------------------------------------------------------- | ---------------------------------------------------------------------------- |
| 이전 데키무스 테렌티우스 겐티아누스, L. Co[...] (보좌집정관) | 로마 제국의 보좌집정관 서기 117년 with 루키우스 스타티우스 아퀼라 | 이후 퀸투스 아퀼리우스 니게르, 마르쿠스 레빌루스 아프로니아누스 (직권집정관) |